# 拿破崙戰爭
拿破崙戰爭（法語：Guerres napoléoniennes）是1803年至1815年發生的全球軍事衝突，交戰雙方分別為拿破仑一世統治之法兰西第一帝国及其從屬國，英國、俄罗斯帝国、奧地利帝國、普魯士王國等反法同盟成員。這場戰爭是當時歐洲規模最大的戰爭，可被細分為第三次反法同盟（1805年）、第四次反法同盟（1806-1807年）、半岛战争（1807-1814年）、第五次反法同盟（1809年）、俄法戰爭（1812年）、第六次反法同盟（1813-1814年）、第七次反法同盟（1815年）。主要戰場位於欧洲地區，但也外溢至中东、亚太、大西洋等地區。法蘭西帝國在這場戰爭間征服大部分歐洲國家，但最終戰敗解體，歐洲各國重回權力均衡。
戰爭源自法国大革命战争間法國領土的迅速擴張，以及法國皇帝拿破仑一世的對外干涉行動。1805年8月9日，歐洲各國組織第三次反法同盟，但於10月上旬在乌尔姆战役損失慘重，繼而被攻佔維也納，於12月2日又在奧斯特利茨戰役慘敗。1806年10月，因擔心法國對歐洲的控制持續增強，普魯士王國與俄羅斯帝國、薩克森和瑞典組成第四次反法同盟對法國開戰，拿破崙的軍隊迅速在耶拿-奧爾施泰特會戰擊敗普魯士軍隊，使得普魯士在短短的19天就被迫退出戰爭，接著再經過數次交戰，最終於弗里德蘭戰役後瓦解第四次反法同盟。1809年，受到法軍在半島戰爭中挫折的鼓舞，奧地利發動第五次反法同盟以奪回在前幾次同盟損失的大量領土，但卻遭到巨大的失敗，除了阿斯珀恩-埃斯靈之戰之外，幾乎再無對法軍的勝利，最終於瓦格拉姆之战再次被拿破崙擊敗。
為了建立大陸封鎖以在經濟上削弱英國，拿破崙決定摧毀英國在大陸上的最後一位盟友葡萄牙。在1807年11月佔領里斯本後，大部分的法軍都駐紮在西班牙，拿破崙抓住機會廢黜在位的西班牙王室，並於1808年宣布他的兄弟约瑟夫·波拿巴為西班牙國王。經過六年的游擊戰，西班牙在英國的支持下，在1814年將法軍驅逐出伊比利亞半島。
與此同時，俄羅斯不願承擔貿易減少後的損失，經常違反大陸體系，使拿破崙於1812年對俄羅斯發動入侵，最終因俄羅斯的焦土戰術和後勤不足而失敗。在法軍失敗的鼓舞下，俄羅斯、奧地利、普魯士、瑞典組成了第六次反法同盟，拿破仑在德勒斯登戰役等戰擊敗聯軍，但最終於1813年10月，在莱比锡战役因聯軍的龐大兵力而敗北。盟軍隨後開始入侵法國，而半島戰爭也蔓延至法國西南部，拿破崙雖打出其一生的傑作六日戰役，但最終聯軍於1814年3月末佔領巴黎，並在4月迫使拿破崙退位。他被流放到厄爾巴島，法國重回波旁王朝的統治。然而，拿破崙成功從厄爾巴島上逃脫，並重登皇位，但最終在滑铁卢战役不敵聯軍的龐大軍力。
1814年至1815年間维也纳会议重新劃定歐洲各國的國界，歐洲大陸不再爆發大規模戰爭，直到1853年的克里米亚战争。這場戰爭深刻地影響世界歷史，促使民族主義和自由主義傳播，使英國徹底超過法國成為世界霸主，拉丁美洲也爆發了獨立運動，導致西班牙帝國和葡萄牙帝國的衰弱。

## 背景：法國大革命與前兩次反法同盟
法國大革命讓歐洲各封建王室感受威脅，法王路易十六被羅伯斯比爾斬首之後，更是火上加油。1792年，奧地利、薩丁尼亞、那不勒斯王国、普魯士、西班牙和大不列顛（即英國）組成了第一次反法同盟，試圖毀滅法蘭西共和國。法國共和政府運用各樣辦法，如全國徵兵、軍事改革、總體戰等，最終1797年拿破崙在意大利擊敗奧軍，強迫奧地利接受及簽下《坎波福爾米奧條約》，使得第一次反法同盟崩潰。
1798年，神圣罗马帝国、俄羅斯、英國、那不勒斯、鄂圖曼帝國、教宗國、葡萄牙組成第二次反法同盟，並從低地国家和義大利入侵法國，俄軍指揮官苏沃洛夫元帥強大的指揮能力，使得法軍迅速丟掉了義大利，被迫退回阿尔卑斯山。但由於安德烈·马塞纳將軍在第二次蘇黎世戰役大勝聯軍，以及英軍在卡斯特里克姆戰役的慘敗，最終使得俄罗斯帝国退出對法戰爭。
1799年8月23日，拿破崙秘密地從埃及回到法國。他隨即在11月9日的霧月政變中，推翻督政府，奪取了政權。拿破崙急忙重整法國陸軍，建立一支預備軍來支援法軍在萊茵地區和意大利的戰事。1800年，拿破崙越過大圣伯纳德山口進軍意大利，於馬倫戈戰役擊敗奧軍。
1800年12月3日法國將軍莫罗更在霍恩林登戰役大勝奧軍，逼迫奧地利簽下《吕内维尔和約》後退出同盟。第二次反法同盟再次以法國的勝利結束。
雖然英法兩國在1802年3月25日簽署了《亞眠和約》，但因雙方政府皆不滿意條約內容，所以都沒有全面履行和約。而後法國介入瑞士內部紛爭，又佔領數個意大利沿海城鎮，英國繼續佔據馬爾他。拿破崙更藉這次短暫的和平，派兵海地，鎮壓當地的獨立革命。
1803年5月13日，英國向法國宣戰。1804年5月18日，拿破崙廢除法蘭西共和國，改建帝制；12月2日，拿破崙在巴黎聖母院自封皇帝。

## 第三次反法同盟
拿破崙在布洛涅集结十八萬法軍，準備入侵英國，但是要讓大軍安全渡過英倫海峽，他必須取得制海權。一支由法國海軍上將維爾納夫指揮的法國及西班牙聯合艦隊，遠征西印度群島，意圖侵擾英國在那裏的屬土，引誘英國艦隊離開海峽。1805年7月22日，法國－西班牙聯合艦隊在西班牙非尼斯泰爾角（Cape Finisterre）跟英國艦隊發生戰鬥，維爾納夫損失了兩艘戰船後，命令回航西班牙。英海軍窮追不捨，法國－西班牙艦隊被困在加的斯港內，不敢動彈。10月19日，維爾納夫率領艦隊溜出加的斯。10月21日，法國-西班牙艦隊在特拉法加角附近海上遭到由英國海軍上將納爾遜率領的艦隊猛烈攻擊，全軍覆沒。維爾納夫被俘。從此拿破崙再沒有能力跟英國爭雄海上。
特拉法加海戰發生前，拿破崙早已放棄進攻英國的計劃，把法軍轉移，東向巴伐利亞，迎戰奧地利軍。1805年10月20日，拿破崙在烏爾姆，以龐大的戰術迂迴，殲滅大量奧軍，稍後更佔領奧地利首都維也納。奧皇弗朗茨二世东逃滙合俄軍，預備再戰，並打算與卡尔大公在義大利的部隊會合，不料其部隊被法國元帥安德烈·马塞纳在卡爾迪耶羅擊敗，大大延誤支援的時間。12月2日，拿破崙在奧斯特茨打敗奧地利-俄羅斯聯軍。奧皇再次戰敗，不得不與法國簽訂《普雷斯堡條約》，第三次反法同盟瓦解。次年，在拿破仑的威慑下，神圣罗马皇帝弗朗茨二世退位，神圣罗马帝国解体。

## 第四次反法同盟

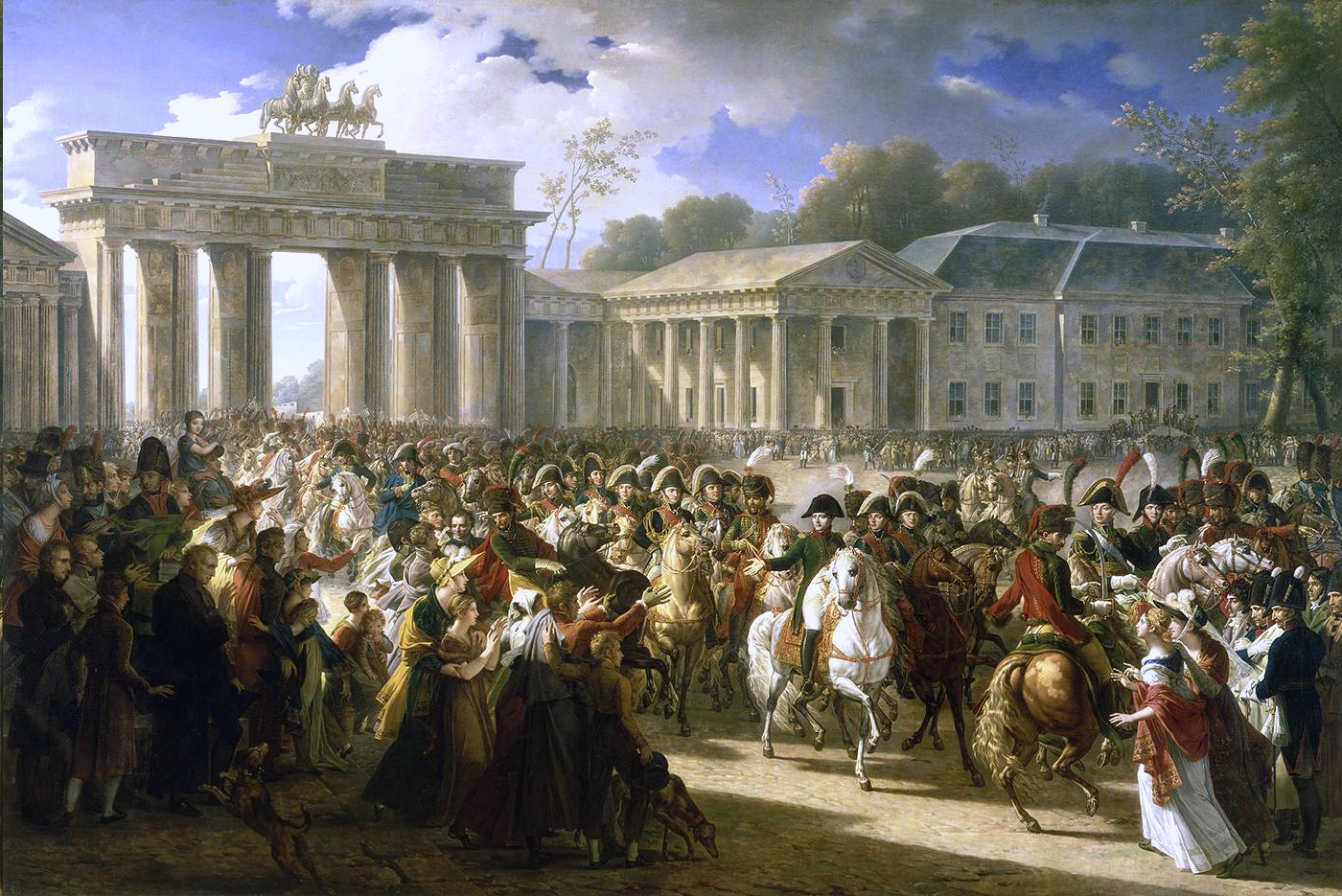
“在柏林的拿破崙”（Meynier）。在耶拿會戰擊敗普魯士軍隊後，法軍於1806年10月27日進入柏林

隨著《普雷斯堡條約》的簽訂、第三次反法同盟的瓦解，拿破崙變得野心勃勃，不再對普魯士做任何的讓步，甚至要求普魯士放棄其在波蘭的領地，才會將漢諾威給予普魯士。這令腓特烈威廉三世大怒，他下令準備與法國開戰，第四次反法同盟成立。1806年7月，拿破崙將許多萊茵蘭的德意志小邦國及德意志地區西部合併成為萊茵邦聯。
8月，普魯士單獨向法國宣戰，但此時只有遙遠的俄國支持他。然而在普魯士宣戰時，俄軍並不在普魯士附近。9月，拿破崙派遣他在萊茵河以東的全部兵力對付普魯士。普魯士的軍隊薄弱，戰術老舊，又由於援救的俄軍行動緩慢，普軍迅速在10月14日的耶拿會戰中慘敗，折損了大部份的主力。同期，約16萬法軍（而且戰爭爆發後仍持續增加）攻入普魯士，有效地迅速摧毀了整支25萬人的普魯士軍事力量。10月27日，拿破崙進入柏林，柏林在14天內便淪陷。普軍主力盡失，腓特烈威廉三世逃往東普魯士首府柯尼斯堡。
拿破崙下一步行動就將普魯士力量從波蘭逐出，並成立了一個新政權－華沙大公國。拿破崙隨即揮軍北進攻擊俄軍，並試圖奪取普魯士的臨時首都柯尼斯堡。雙方在1807年2月的埃勞戰役中殺得難分難解，但俄軍最後撤向更北的地區。最終，俄普聯軍撤往柯尼斯堡，法軍也無力再追。俄普同盟簽訂了《巴騰斯坦條約》後不久，法軍在但澤圍城戰擊敗普俄聯軍攻入但澤。6月14日，拿破崙追擊俄軍，在弗里德蘭戰役擊敗了俄普聯軍。
弗里德蘭的戰敗後，沙皇亞歷山大一世被逼要與拿破崙議和，最後與法國在7月締結了《提爾西特條約》，而普魯士則沒有發言權，被迫接受屈辱的條款，第四次反法同盟戰爭結束。9月，法軍佔領了瑞典屬波美拉尼亞。1807年同時，英國艦隊攻擊丹麥-挪威，並擄獲其艦隊，引發砲艦戰爭，而英國的進攻使丹麥加入法國方。1808年埃爾福特會議中，法俄決定逼使瑞典加入大陸封鎖體系，引起芬蘭戰爭。

## 半島戰爭

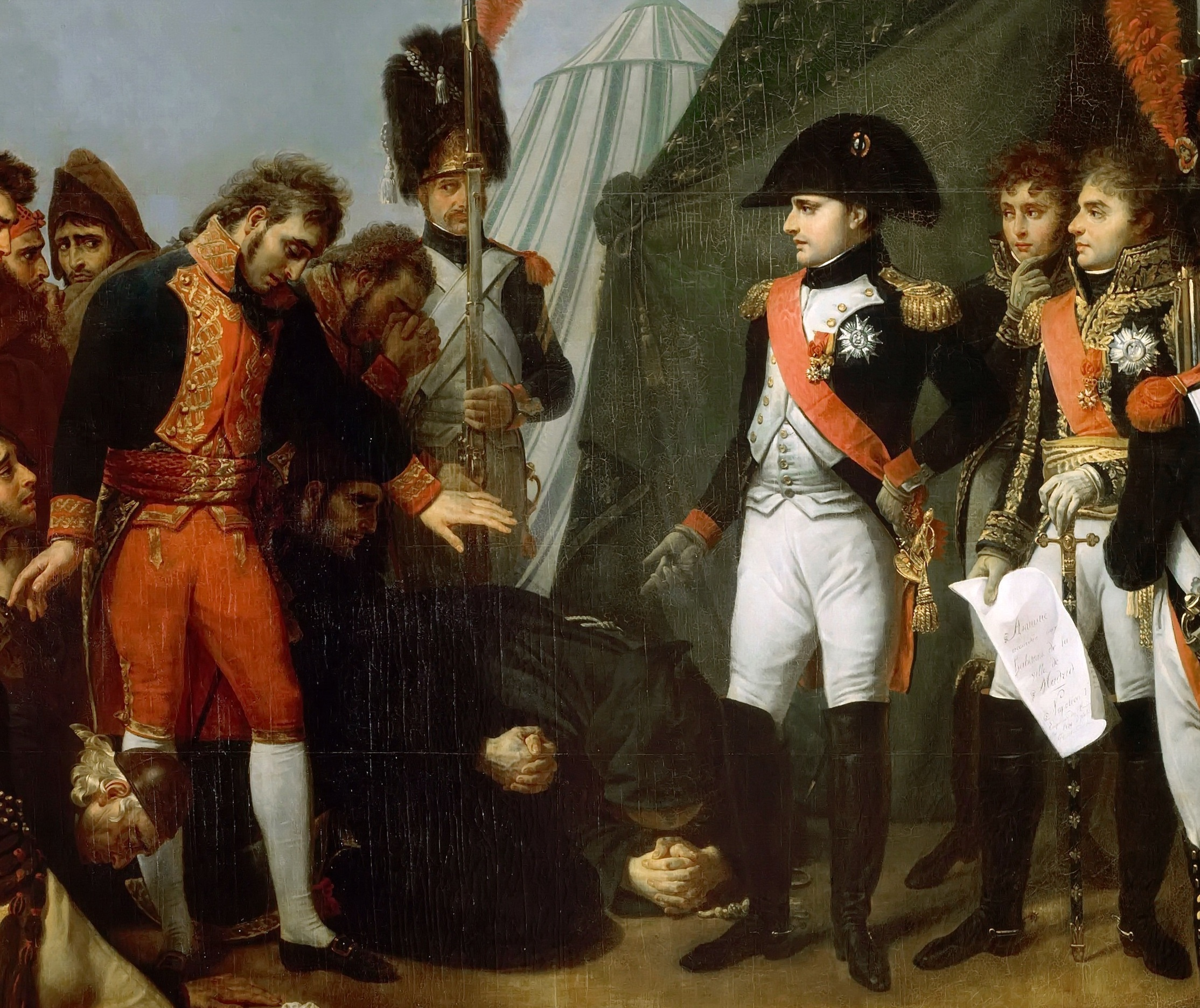
馬德里之降（Gros）。半島戰爭期間，拿破崙進入西班牙的首都

拿破崙在1808年派兵進入西班牙，宣稱是為了處罰擅自行動的葡萄牙。不久，朱諾將軍攻陷里斯本，後續部隊一支接著一支進入西班牙，此時拿破崙決定佔領西班牙，半岛战争開啟，在戰爭前期法軍遭遇西班牙民眾和軍隊的激烈反抗而失利。
而拿破崙聽聞失利後親自掌兵，和數位元帥一同出兵成功大敗西班牙軍隊並奪回馬德里，而苏尔特元帥最終於科魯尼亞戰役迫使大量英軍撤出伊比利亞半島。但是當他離開後，西班牙的游擊戰依然沒有停歇。雖然法軍在接下幾年不斷在戰役中戰勝西班牙和英國軍隊，但民眾的不斷抵抗持續動搖法國在西班牙的統治。
這場半島戰爭深深的拖垮了拿破崙，他原先以為可以很快地就征服西班牙，但沒想到西班牙人游擊戰爭及英軍的支援讓這一切變得十分泥淖，更讓拿破崙被迫進行兩面作戰。

## 第五次反法同盟
法國和英西聯軍在伊比利亞半島激戰時，同時法國、奧地利之間的衝突又再起。起初第五次反法同盟戰爭，英國再次只能單靠自己。戰爭期間，皇家海軍接連取勝，奪取了部分法國的殖民地。陸上英軍則進行了數次軍事嘗試，包括1809年遠征荷蘭的瓦爾赫倫島，這次行動最後因為英軍指揮官，約翰·皮特，第二代查塔姆伯爵未能攻取安特衛普而災難性失敗了。英軍於是轉為快速襲擊海岸地區，封鎖法國海岸線，並截斷法國商船航運。另外英海軍亦會隨時派兵登陸，或協助聯盟作戰，但這些登陸行動時常因為陸軍兵力數量及質素而流產。

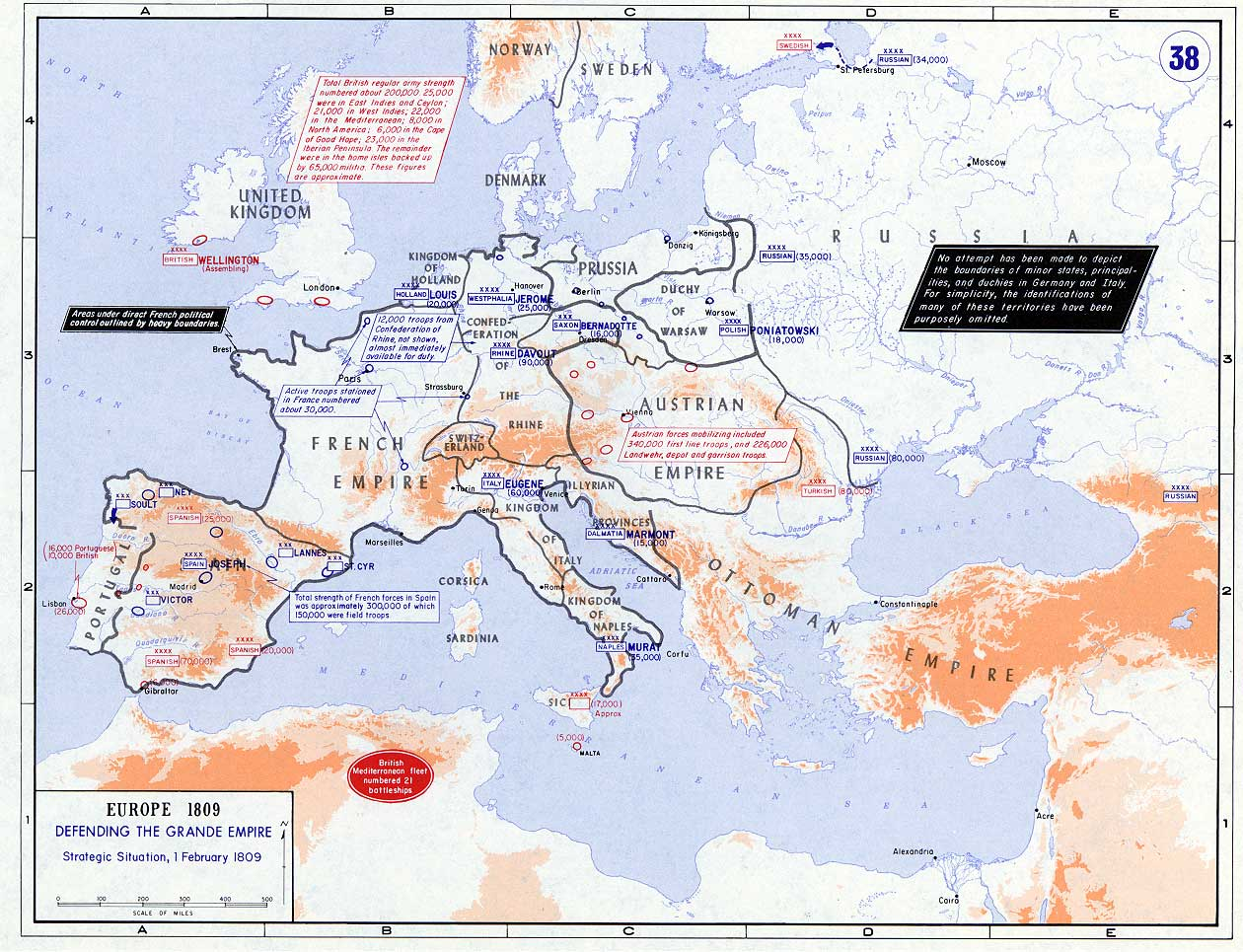
1809年2月歐洲戰略形勢圖

經濟戰爭亦仍然持續，法國組建的大陸封鎖體系，對抗著英海軍封鎖法國勢力海岸線。由於武器缺乏及法控制區缺乏組織，大陸封鎖體系形成很多缺口，不少法國的傀儡政權與英國走私商人貿易。雙方都為了加強封鎖的手段，而引發了不同新的衝突，如法軍發動了半島戰爭、英軍發動了1812年戰爭。
曾屬法國同盟的奧地利，藉此機會去收復它早前喪失在奧斯特利茨戰役的德意志地區。決定先發制人，而法軍指揮官达武因預料到其龐大的兵力而先行後撤。拿破崙在西班牙嬴得數次勝仗，在索莫謝拉戰役後攻佔马德里和逼使大批英軍撤離伊比利亞半島。但當拿破崙離開西班牙後，對抗法軍的游擊戰爭開始，並牽制了極大數量的法軍。奧地利的侵略使拿破崙無暇返回西班牙，截擊英軍的行動，而且自此他亦未有回到伊比利亞半島上。法軍在西班牙的形勢開始惡化，並在威靈頓公爵指揮英葡聯軍後情勢更壞。
奧軍開進華沙大公國，但卻在1809年4月19日的雷茲因戰役遭到波軍擊敗，波蘭人反攻奪取了西加里西亞。

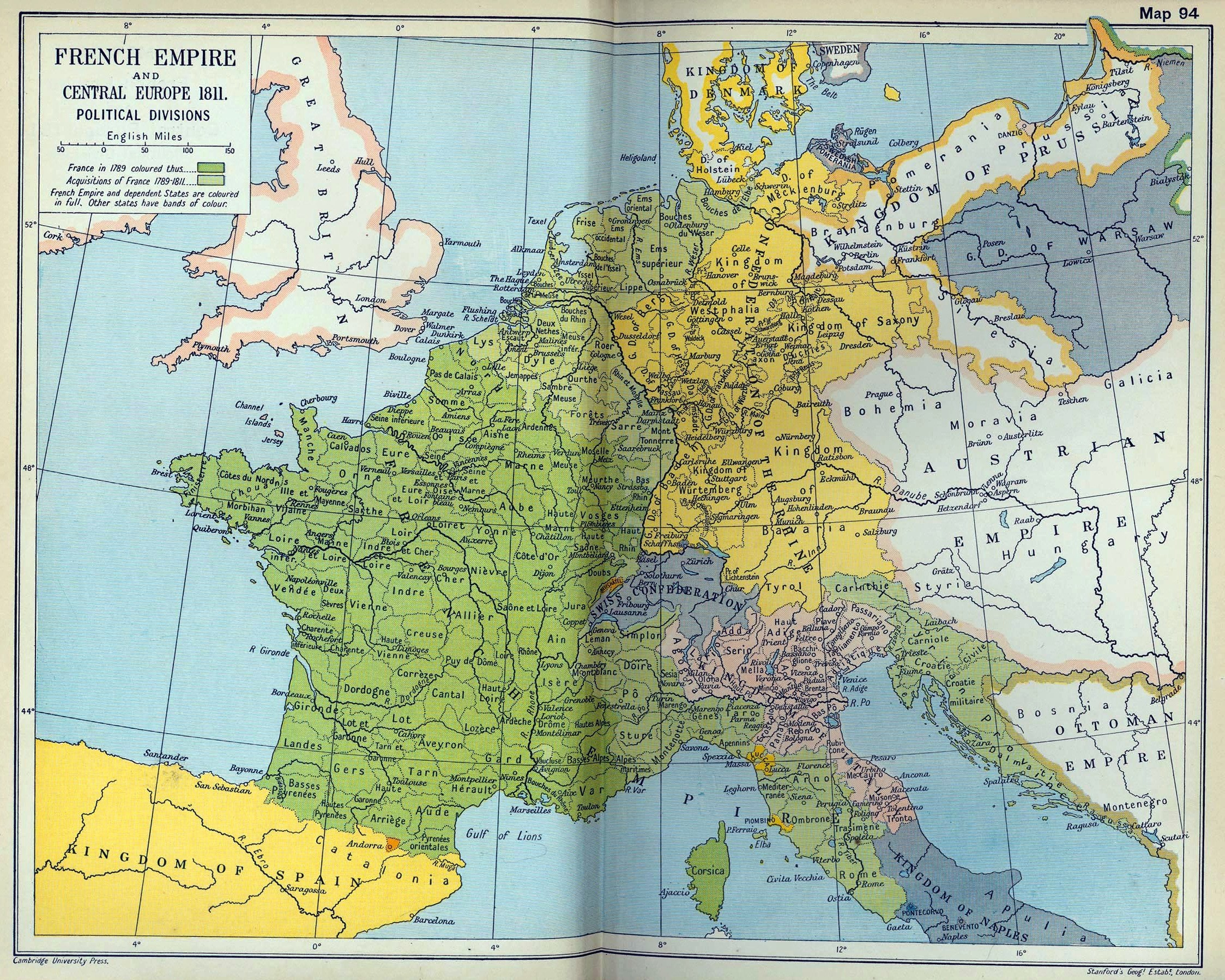
1811年的法蘭西第一帝國，勢力接近其頂峰。綠色地區代表法蘭西帝國，藍、黃和粉紅地區代表法國的衛星國

拿破崙自領東線指揮，並領導其軍隊發動對奧反攻。經過數次小型戰鬥，迫使奧地利軍隊撤出巴伐利亞，拿破崙隨之攻入奧地利境內，在阿本斯贝格和埃克米爾等戰勝利後持續進逼。他過早試圖冒險渡過多瑙河，結果在1809年5月22日的阿斯佩恩-艾斯林戰役遭遇了他軍事生涯的首次會戰失利。但是奧軍指揮官卡爾大公，未能繼續維持勝利，使拿破崙得以在7月初攻佔了維也納。最後拿破崙在7月5至6日的瓦格拉姆戰役中重創了奧軍，逼使奧地利求和。第五次反法同盟結束於《申布倫條約》的簽訂。同期，蒂羅爾的叛亂被法國-巴伐利亞聯軍平定，而半島戰爭仍然繼續進行。
至1810年，法蘭西第一帝國達致其頂峰版圖。整塊歐洲大陸上，僅英葡聯軍在里斯本和加的斯附近地區仍然繼續頑抗。拿破崙同時迎娶了奧地利的公主瑪麗·路易莎，以維持與奧地利的穩定聯盟及留下繼承人。除了法蘭西帝國以外，拿破崙還操縱了瑞士邦聯、萊茵邦聯、華沙大公國及意大利王國，而且並建立起一系列波拿巴王朝的政權在西班牙、意大利及西德意志，兩個過往的敵人普魯士及俄羅斯亦變成了法國盟友。

## 俄法戰爭

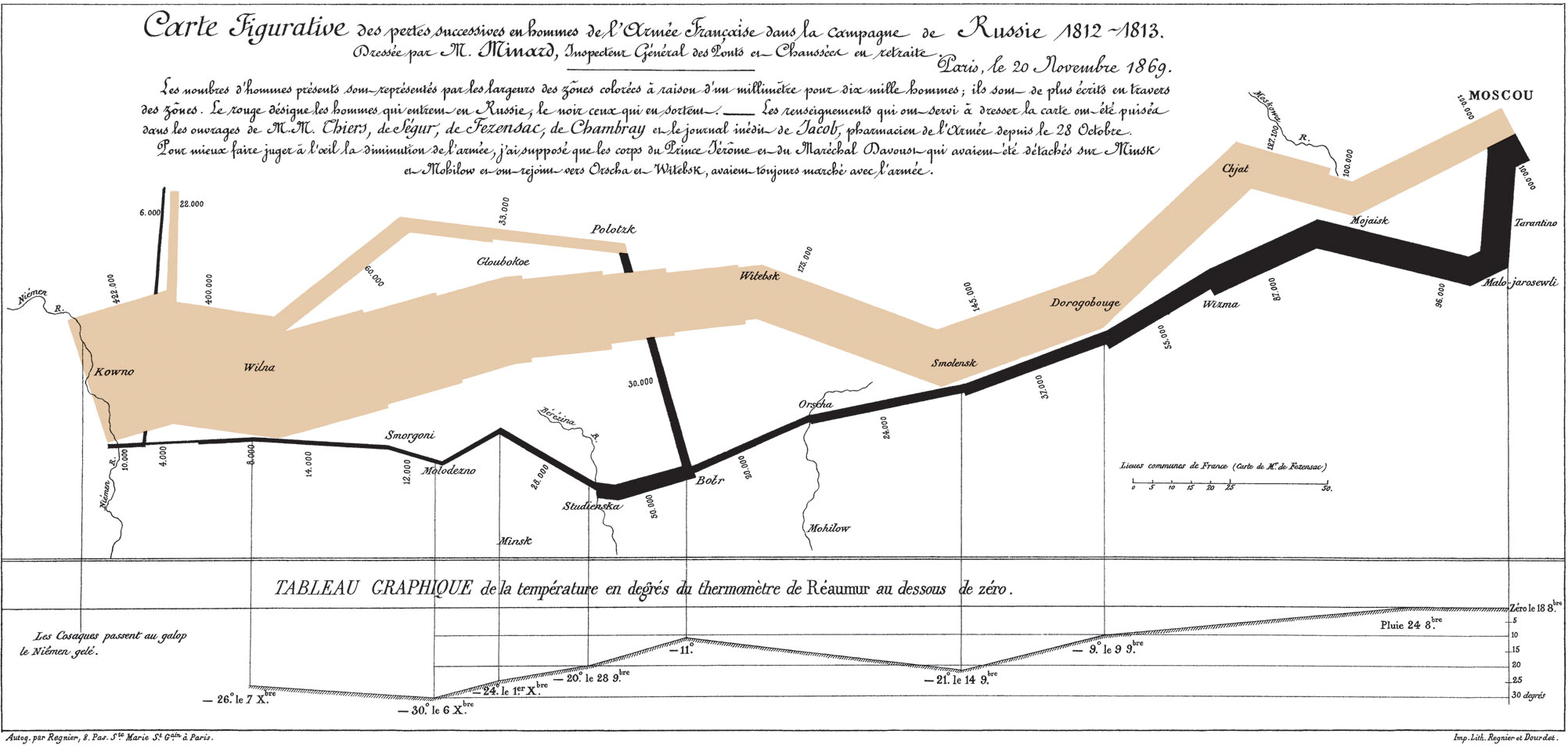
法國土木工程師Charles Joseph Minard的一幅描述在俄法戰爭中，拿破崙大軍規模的信息圖形。闊度代表拿破崙大軍的規模、褐色代表他進軍莫斯科、黑色代表他從莫斯科撤退。圖中顯示拿破崙大軍正逐步減少

自蒂爾西特和約簽訂於1807年後，沙皇亞歷山大一世在英國進攻丹麥後正式向英宣戰。英國兵船在芬蘭戰爭中協助瑞典艦隊作戰，並於芬蘭灣兩度擊敗了俄軍。但俄軍在陸路上的勝利，逼使瑞典對俄、法求和，瑞典遂加入了大陸封鎖體系之中。然而於1810年後，法俄關係開始惡化，俄國遂停止對英戰爭。1812年4月，英、俄、瑞簽訂了秘密盟約對付拿破崙。
1812年，拿破崙一世入侵俄國。他意圖逼使亞歷山大一世繼續留在大陸封鎖體系之中，並去除俄軍隨時入侵波蘭的威脅。法軍組成的大軍，共有65萬兵力，當中只有27萬人為法軍，其餘為法國的衛星國及盟國的軍隊，而其中有近十萬波軍。法軍於6月23日渡過涅曼河，並於薩塔諾夫卡戰役戰勝俄軍，使其撤退至斯摩棱斯克。而在斯摩棱斯克戰役中，俄軍再次被擊敗，迫使俄羅斯人執行了焦土政策來對抗法軍的攻勢，直至9月7日雙方於博羅金諾開戰，法軍勝利後攻佔莫斯科。

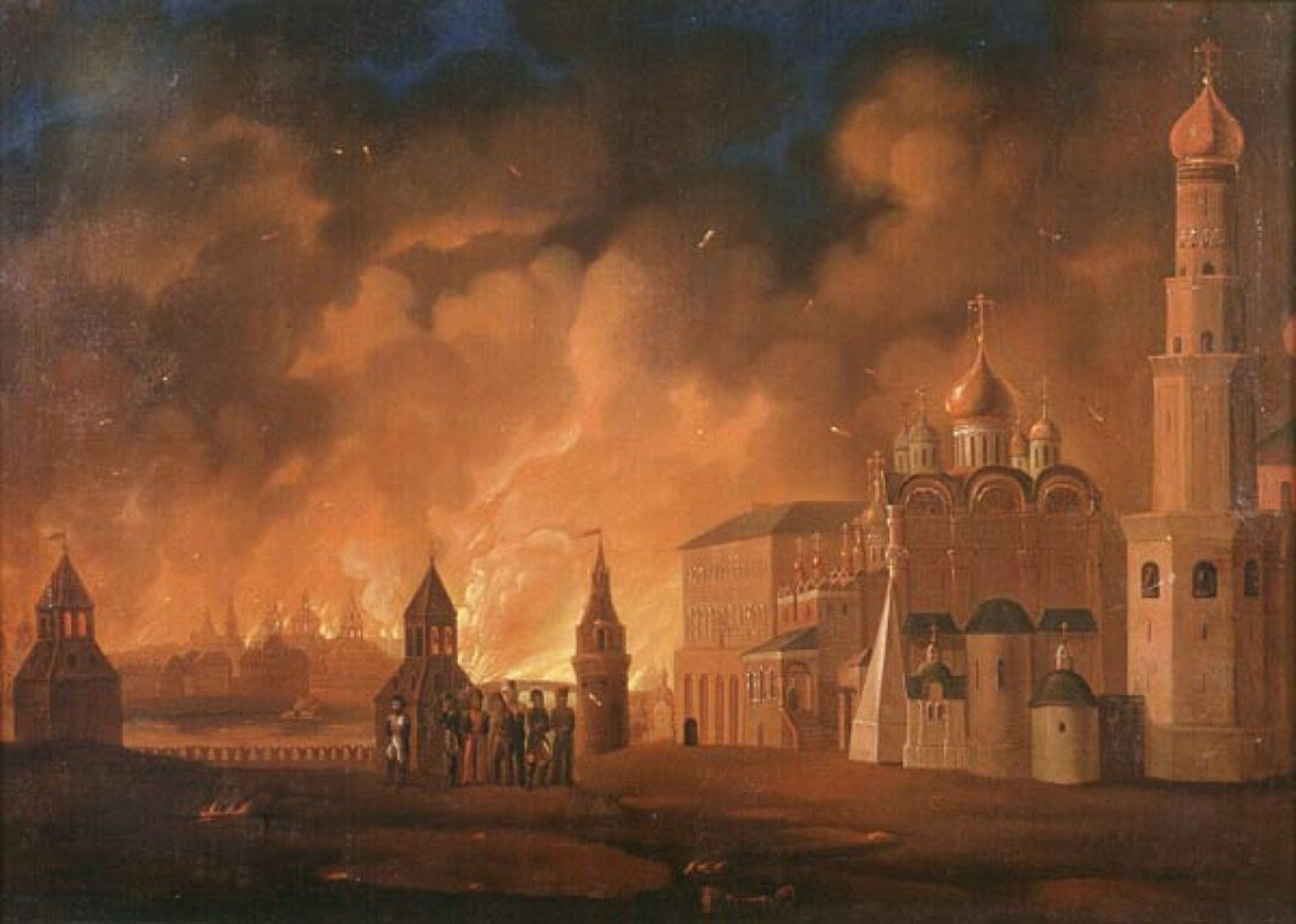
拿破崙奪取了莫斯科後，蔓延3日的毀滅大火

但俄羅斯早已焚毀了這座城市。因為預見後勤補給極度缺乏，拿破崙遂開始撤離莫斯科，結果因惡劣的氣候和哥薩克騎兵的騷擾變成一次災難性的行動。但因大軍團強大的素質，使得俄軍完全無法殲滅法軍，其中更有法軍指揮官米歇尔·内伊指揮的六千餘人的部隊在六萬俄軍的圍剿下成功突圍。法軍的殘餘部隊在11月渡過別列津納河，撤退回波蘭。
拿破崙拋棄他的部隊，並搶先回到巴黎，預備在波蘭對抗俄軍的反攻入侵。整場戰爭使法軍方面遭受46萬人傷亡或被俘的損失。這個龐大的損失起初並不致命，因為俄國人也遭受了63萬人的損失，整支俄軍近乎被耗盡了。但是隨後因為俄國較短的補給線，俄軍比法軍更迅速地補充了部隊，並開始展開對拿破崙的反擊。

## 第六次反法同盟

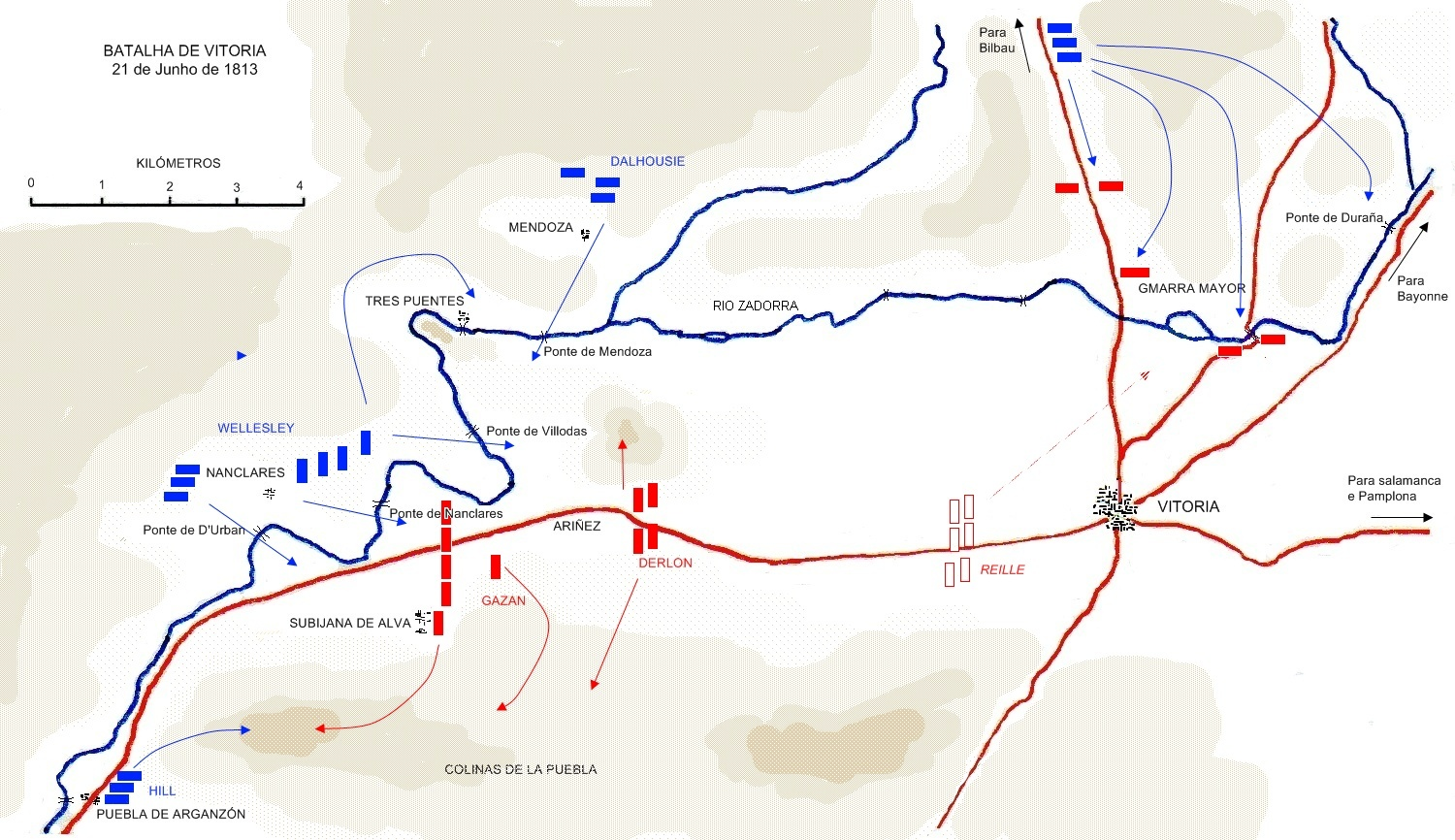
維多利亞戰役的形勢圖。藍色代表聯軍，紅色代表法軍

目擊到拿破崙在俄羅斯的歷史性慘敗後，普魯士、瑞典、奧地利和很多德意志邦國蠢蠢欲動，重新投入對抗法國的戰爭中，不過奧地利還是立場搖擺不定，尚未決定加入哪一方。而且，俄軍亦乘勝追擊，大舉攻入拿破崙的帝國境內：1813年1月奪取大部份的華沙公國，5月與普魯士一起瓜分了公國。拿破崙發誓重組一支新軍，規模與當初攻俄部隊一樣大。而他事實上幾乎做到了，拿破崙重建起一支最終達40萬人的部隊。他的軍隊在呂岑和包岑戰役中給予聯軍4萬人的傷亡，搶先在第六次反法同盟戰爭中打了勝仗。
可是與此同時，伊比利亞半島上的形勢卻愈趨惡化，半島戰爭中英国威灵顿公爵阿瑟·韋爾斯利指揮的英葡聯軍，在1811年成功抵擋了安德烈·馬塞納對葡萄牙的入侵後，隨即於1812年新年時反攻入西班牙境內。聯軍圍困並奪取了巴達霍斯、羅德里戈，並在薩拉曼卡一戰中重挫法軍。法軍放棄西班牙的首都馬德里。當法軍重組時，英葡聯軍開入馬德里，並轉向布爾戈斯進軍。
但英軍指揮官威靈頓公爵卻於布爾戈斯圍城戰中慘敗，被迫撤退回葡萄牙，放棄了大量攻佔的領土，並在撤退途中損失慘重。1813年6月21日，決定性的戰役在維多利亞戰役展開，英葡西聯軍打敗了儒爾當元帥的部隊，最終摧毀了法國對西班牙的統治政權。法軍迫於無奈撤出伊比利亞半島，跨越比利牛斯山返回法國本土，半島戰爭以英西葡聯軍勝利告終。隨著半島戰爭結束，韋爾斯利亦率軍侵入法國西南部境內，牽制著蘇爾特統率的法軍。
東線方面，交戰雙方締結了停戰協定，由1813年6月4日停戰至8月13日，雙方試圖在這段時間恢復戰力，因雙方過去兩個月合計損失了25萬兵力。在這段期間，反法同盟終於遊說到奧地利加入，兩支奧軍主力開入德意志戰場，為聯軍增加了30萬戰力。在德意志戰場上，反法聯軍在前線組織起約80萬兵力，更有35萬戰略預備隊支援作戰。
拿破崙同時亦成功帶領整個帝國和幾乎所有剩餘附庸國的軍事力量來到前線，約有65萬兵力，但是只有25萬人直接隸屬其指揮，而有12萬人在法國元帥尼古拉·夏爾·烏迪諾轄下、3萬人由達武元帥指揮。其餘部隊均屬於萊茵邦聯的部隊，大多來自薩克森及巴伐利亞。另外在南線的意大利，繆拉及歐仁·博阿爾內合計擁有10萬法軍。西班牙戰場上，法軍漸被英葡聯軍逐回法國境內。而德意志邦國也在規劃反叛法國，整個歐洲此時彷彿幾乎都在對抗法兰西第一帝国。
隨著停戰協定的結束，拿破崙似乎再度取回主動權，在德勒斯登戰役中他擊敗了數量龐大的聯軍，並給予他們巨大的傷亡，而法軍則損失輕微。然而，拿破崙將領的失敗、不斷對他的攻勢的緩慢消耗，使他的勝利變得岌岌可危。在8月的萊比錫戰役中，19萬1千人的法軍抵抗超過38萬的聯軍，法軍被打敗，被迫撤回法國。而且戰敗後，萊茵邦聯的成員國都紛紛變節投向反法同盟，萊茵邦聯亦告瓦解。拿破崙仍未心死，在法國境內發動了一連串戰役，數次戰勝了聯軍。但是數量遠勝於他部隊的聯軍，持續地將他逐退。1814年，拿破崙剩下的盟友丹麥-挪威投降，並簽訂了《基爾條約》，倒向了反法同盟一方。

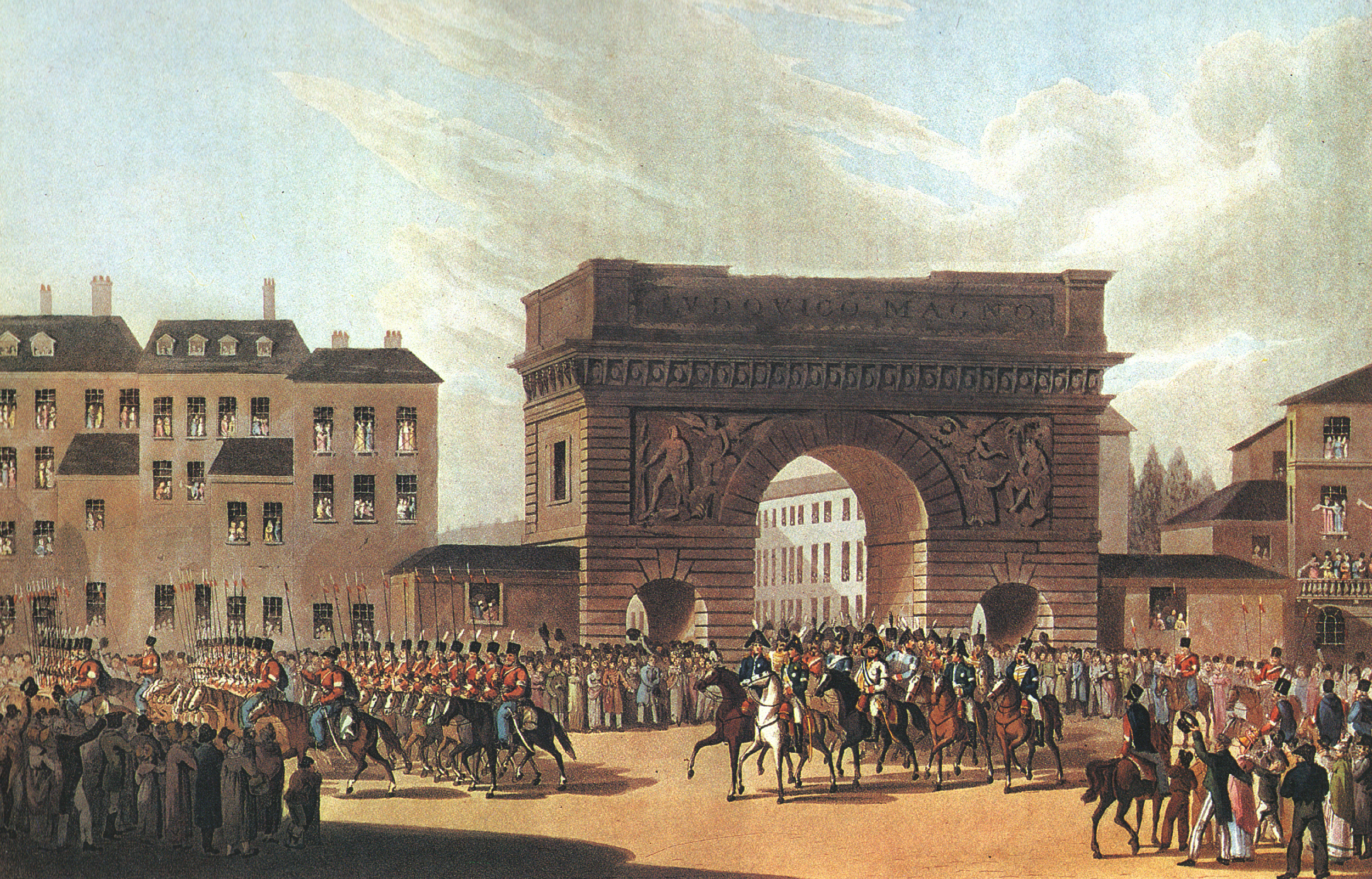
1814年俄軍進入巴黎

在1814年2月，拿破崙於六日戰役中奮戰，他打嬴了幾場仗，阻止聯軍向巴黎前進，整場戰役中他僅以最多7萬人，對抗著超過50萬的反法軍隊。同年3月9日的《儲蒙條約》簽訂後，聯盟各國同意保留反法同盟，直至拿破崙的最終戰敗；反法聯軍於3月30日終於進入巴黎。
儘管落得如此田地，拿破崙根本已無力收復他的權力，但他仍然堅決要繼續戰鬥。他在戰鬥時下令徵召90萬人入伍，但只有很少人加入。拿破崙的愈加不實際的求勝計劃，最終亦要讓路予無望的現實。拿破崙遂於4月6日退位。不過在整個1814年春季中，意大利、西班牙及荷蘭仍不時有軍事行動持續。
第六次反法同盟經歷了五度失敗，終於成為勝利者。他們決議將拿破崙流放到厄爾巴島上，並復辟了波旁王朝的路易十八為法國國王。他們締結了《楓丹白露條約》，並召開了維也納會議，將被戰爭蹂躪了22年的歐洲，重劃一幅新的版圖。

## 第七次反法同盟

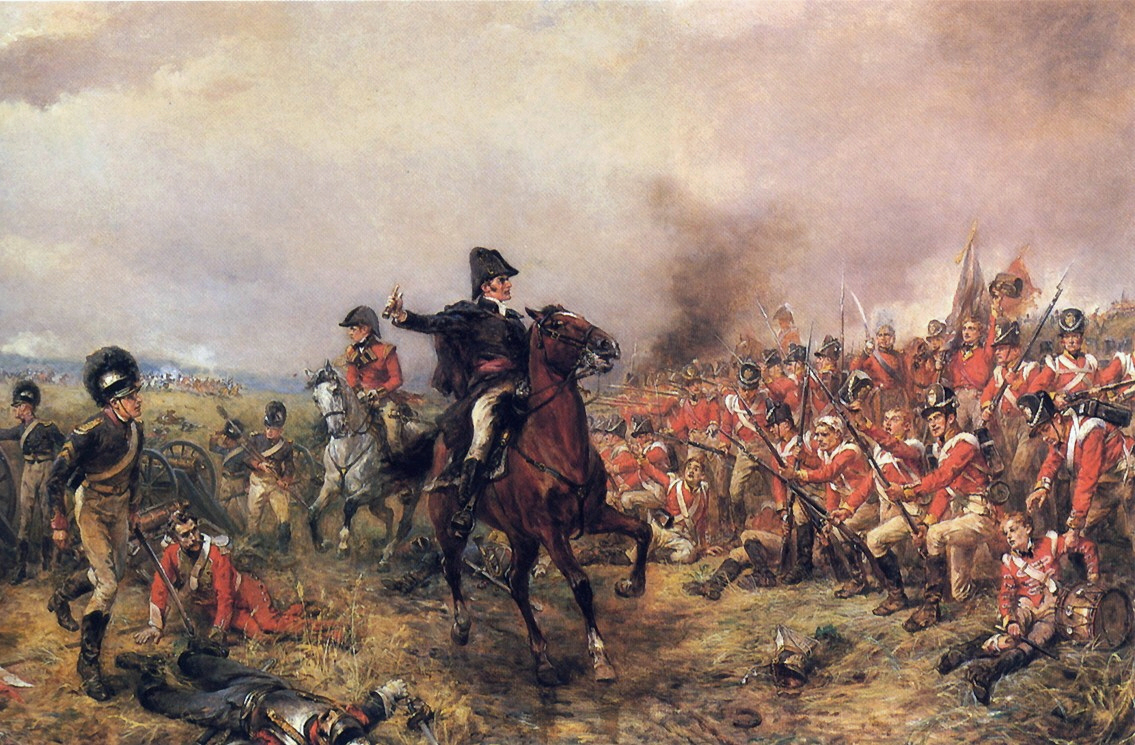
滑鐵盧的威靈頓

第七次反法同盟（1815年）由英國、俄國、普魯士、瑞典、奧地利、荷蘭與很多德意志邦國組成，共同對抗法國。自拿破崙逃離厄爾巴島、在康城附近登陸後，這段時間又稱為百日王朝。在前進巴黎的途中，拿破崙取回法國人對他的支持，他最後推翻了路易十八的政權。
反法同盟得悉拿破崙再度返法，迅速拋開維也納會議上的成見，聚集大量兵力準備將拿破崙再度推翻。拿破崙為了抵抗聯軍，組織了28萬兵力，並將他們分派到不同戰線上。拿破崙為增加9萬常備軍，於是召回超過25萬的老兵，並頒行法案使250萬新兵入伍。法軍面對著聯盟的原軍事力量，約有70萬人，但是按聯盟的計劃，他們想在前線準備達百萬兵力，並有20萬輔助人員。聯盟希望以壓倒性的實力打敗處於下風的法軍，而法軍人數亦一直未有達致拿破崙的250萬武裝部隊的目標。

荷蘭聯合王國軍隊在滑鐵盧戰役中使用的戰旗

滑鐵盧戰役的形勢圖

拿破崙先發制人，帶領12萬4千兵力攻擊比利時的反法同盟軍隊。拿破崙意圖在聯軍匯合前攻擊他們，如此一來就可將英國人驅趕下海，並逼使普魯士退出戰爭。他的主動攻擊確實使聯盟嚇了一跳，使英荷聯軍陷於分散。普軍因而變得更加謹慎，將其3/4的兵力集結在利尼及附近地區。普軍頑強抵抗，阻止法軍逼近利尼。拿破崙最後於6月15日逼使普軍打了利尼之戰，並成功將普軍打敗，逼使他們撤退，布呂歇爾更在此戰中受傷。同日，法軍成功阻止威靈頓的英軍前來支援布呂歇爾的普軍，但是法軍指揮失誤，使威靈頓得以重新集結兵力準備攻擊。然而普軍戰敗撤退，使英軍亦逼於無奈要撤退，威靈頓遂將部隊駐紮在滑鐵盧村以南附近。
拿破崙帶同預備隊，追擊威靈頓的部隊，同時命令格魯希元帥帶兵阻止普軍重組。因為一連串的計算錯誤，格魯希與拿破崙都沒察覺到普軍已經重組完成，並駐軍在瓦夫爾村。因此，法軍沒有作出任何措施來阻止普軍從容撤退。普軍朝著滑鐵盧戰場進軍，而格魯希即使在瓦夫爾之戰中打敗了普軍，但還是遲了12個小時。
拿破崙延遲在滑鐵盧戰役的攻擊開始時間，因為他只想等待昨夜大雨後的地面變乾。在當日下午，法軍未能成功將威靈頓的部隊打敗，當普軍不斷開進戰場並攻擊法軍時，拿破崙試圖分散聯軍的策略終告失敗，而聯軍匯合亦使法軍陷入混亂之中，拿破崙在滑鐵盧的孤注一擲嘗試完全失敗。
格魯希組織了一次成功並完整的撤退，法軍撤回巴黎。在巴黎，達武元帥預備了11萬7千人予拿破崙，對抗數十萬人的反法聯軍。軍事上拿破崙還是有望戰勝威靈頓與布呂歇爾，但是政治上的情況卻不容許他這樣做，滑鐵盧的慘敗證實了帝國的沒落。投降談判開始。
滑鐵盧戰役結束後3日拿破崙回到巴黎後，他還想組織一次全國性的抗擊，但是社會大眾及議院已經對他們的皇帝失去耐性，不願支持他的主張。政客們開始逼使拿破崙再次退位，他於6月22日屈服，再度退位。不過即使皇帝退位，仍時有戰事發生在東線邊界及巴黎城郊，直至到7月4日停火協定簽訂為止。7月15日，拿破崙在羅歇福爾向英國投降。反法同盟將他流放到南大西洋上的遙遠小島，聖海倫娜島。拿破崙自此困在島上，直至他死於1821年5月5日前，他再沒有回到法國。
同時在南線的意大利，原本繆拉在1814年拿破崙第一次倒台前，與反法同盟協議保留他在那不勒斯的王位，但是繆拉在拿破崙回歸後再次倒向拿破崙，發動了那不勒斯戰爭。繆拉試圖爭取害怕哈布斯堡王朝控制意大利的意大利民族主義者支持，發表了里米尼宣言，煽動民族主義者投入戰爭。但是宣言毫無成效，而且奧軍也輕易地在托倫蒂諾擊潰他的部隊，逼使繆拉逃跑到科西嘉島。波旁王室於5月20日再度重奪那不勒斯的王座。繆拉在科西嘉聚集了一些部隊，登陸意大利並試圖奪回其王位，旋即遭到打敗，繆拉被俘，不久遭到槍決，那不勒斯戰爭結束。

## 政治影響

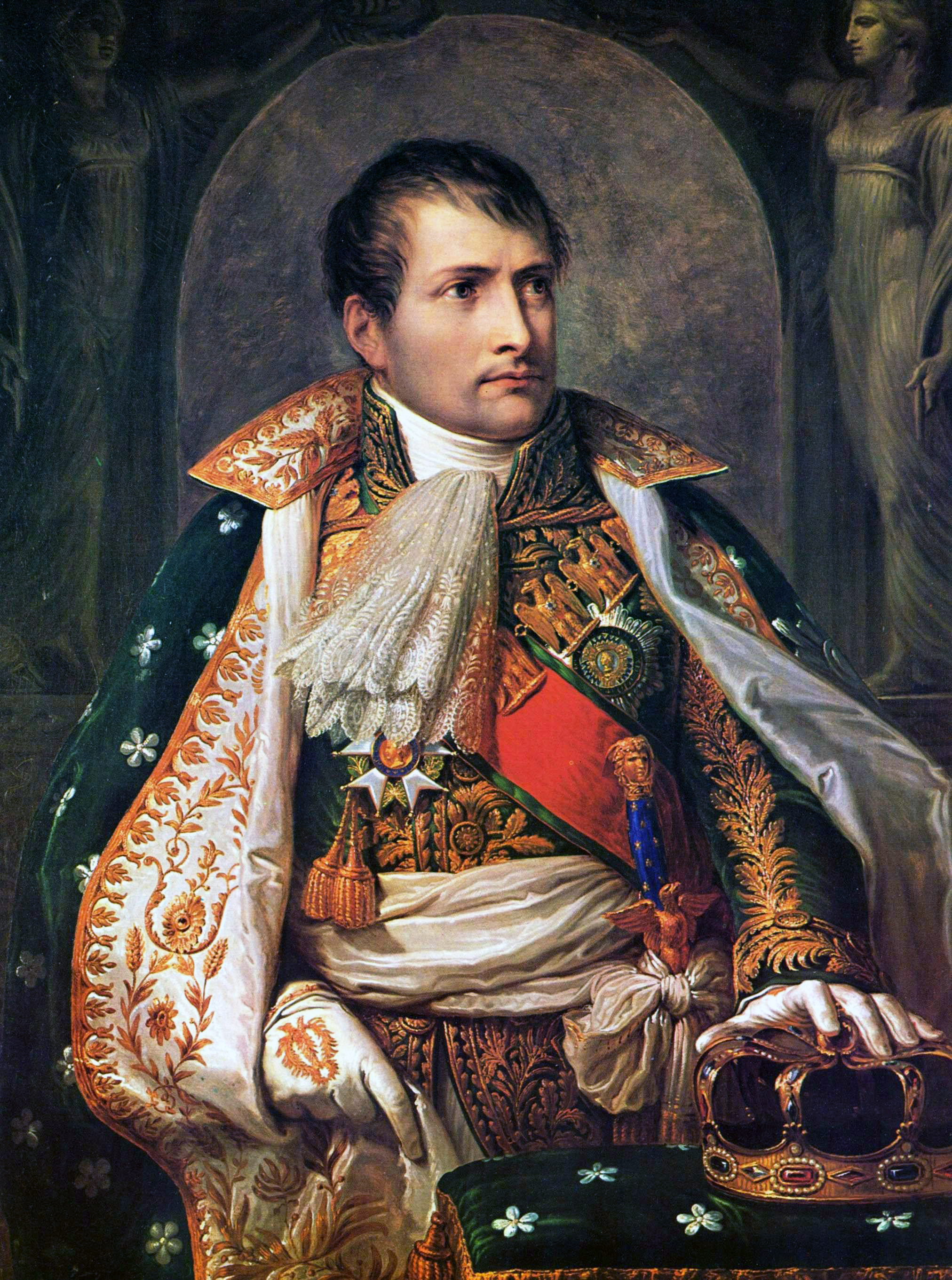
意大利王國的國王，拿破崙

一系列的拿破崙戰爭為歐洲及美洲都帶來了翻天覆地的改變。拿破崙成功使大部份的西歐都落入同一統治之下，這個功績是自神聖羅馬帝國（腓力二世亦幾乎做到）以來首次。但是法國20年來持續與其他歐洲強權的戰爭，最終使他的成功被摧毀。拿破崙戰爭終結後，法國進入路易十八統治，並自此失去它在歐陸上的領導地位。取而代之的是，英國在第二次百年戰爭（1689-1815年）中獲得最後勝利，成為全歐、甚至全球最強大的國家——日不落帝國，而且英國皇家海軍亦毫無疑問地取得了全球性的海上霸權。英國的強大，配合英國龐大並成熟的工業經濟，使大英帝國成為首個真正的超級大國，並使歐洲在未來100年迎來了不列顛治世的和平時期。
大部份的歐洲國家都不免滲入了法國大革命的思想，如民主、正當法律程序或特權取消等。隨著中產階級的繁榮及影響力持續增加，開始融入習俗及法律之中。而且，資產階級活動產生的大量新財富，如貿易、工業，也使歐洲君主更加難以回復1789年前的專制。另外拿破崙統治留下的遺產還有憲法上的影響，並且在當時持續。大部份歐洲國家都擁有了歐陸法系，配合一部精確編輯的民法典。這些法典都是源於一部最基本的法典，拿破崙法典。
另外，拿破崙戰爭亦帶來一個相對地新鮮及持續增強的運動，民族主義。民族主義將會塑造未來歐洲歷史的軌道，它的成長註定了一些國家的開始及另一些國家的結束。歐洲的版圖亦在拿破崙時代後一個世紀發生了劇烈地轉變。這種轉變並非基於封地及貴族，而是基於人文、民族起源和民族思想。拿破崙在歐洲的統治時，將城邦和王公領土合併，播下了日後德意志及意大利建立民族一統國家的種子；至二十世紀初部份國家則醞釀成極端民族主義，即第一次世界大戰的導火線之一。
拿破崙戰爭亦在西屬和葡屬美洲殖民地獨立上發揮了重大角色。這場戰爭嚴重地削弱了歐洲殖民國家的管治及軍事力量，尤其是盛極一時的西班牙帝國，特別於特拉法爾加海戰以後，這次海戰阻礙了西班牙與西屬美洲的聯絡，削弱其統治力量。在拿破崙戰爭結束後，西屬美洲紛紛爆發起事都是上述的證明，最終引致到西屬美洲獨立戰爭 。在葡萄牙統治上，巴西經歷起更大的自治，因為葡萄牙王室從歐洲逃到巴西，並建立起葡萄牙－巴西－阿爾加維聯合王國。這些事件後引致到1820年革命中的葡萄牙自由革命，以及1822年巴西獨立戰爭。
为纪念拿破仑战争的胜利及为之牺牲的人民，俄国沙皇亚历山大一世于1812年12月25日下令在莫斯科修建救世主大教堂。该教堂于1883年5月26日年完工。
在拿破崙戰爭以後，為了防止類似戰爭再度爆發，歐洲的封建王室在保皇派的奧地利首相梅特涅的主導下，於維也納會議中按著勢力平衡和領土補償的原則分割國土，但並沒有削弱法國的政治影響力。重新劃分後理論上沒有任何歐洲國家能夠強大至單獨主導歐洲。同時亦出現了全新的理念，就是統一歐洲。在拿破崙政權傾覆後，梅特涅為創造一個自由和平、統一貨幣、統一民法典及統一量度制度的聯合歐洲之美夢未能完成而痛心。然而其失敗還是產生了一點努力，使得歐洲出現了歐洲協調來維持和平。儘管他的失敗使這個想法被遺棄達一個半世紀，但是歐洲聯合的概念又再度於第二次世界大戰結束以後出現，並成為今天的歐洲聯盟。

## 軍事遺產

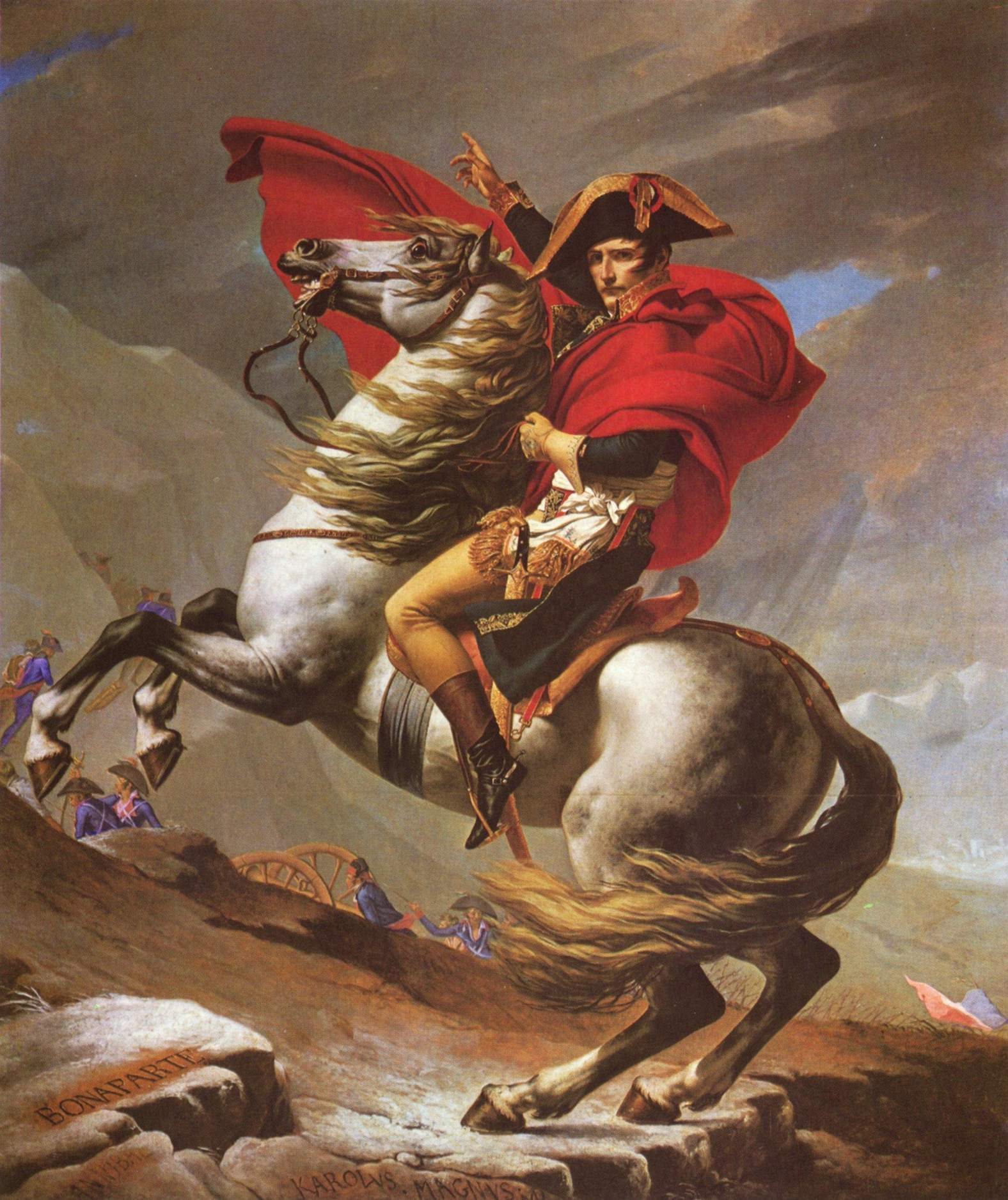
《跨越阿尔卑斯山圣伯纳隘道的拿破仑》，雅克-路易·大衞。1800年拿破崙率兵翻越阿爾卑斯山，最終在馬倫哥戰役打敗奧地利軍隊

拿破崙戰爭亦帶來了深遠的軍事影響。在拿破崙時代以前，歐洲國家均僱傭相對較小型的軍隊，當中包括職業軍人和僱傭兵在內。然而至18世紀中期，軍事創革者都開始認識到整個國家投入戰爭的潛力。
因此其中一個在18世紀末人口相對較多的歐洲國家，法國（2,700萬人口，相對於英國的1,200萬及俄國的3,500至4,000萬人），在全民動員之中取得極大益處，迅速組建大軍迎擊試圖鎮壓法國大革命的歐洲聯軍。由於法國大革命及拿破崙在位見證了18世紀戰爭帶來的教訓的首次嘗試，評論者時常都會錯誤地以為這些教訓是於大革命中出現，而不是發現這些教訓是在大革命中實行。
不過亦不應該把此時期的所有軍事革新都歸功於拿破崙，拉扎爾·卡諾亦在1793至1794年間重組法軍亦有很大功勞。這段時期，之前法軍的失敗都逆轉了，共和軍不斷在前線勝利。
另外，各國軍隊規模的改變，都明顯地指出了軍事上的大改變。在大革命戰爭前的歐洲，如1756至1763年的七年戰爭，只有少數軍隊擁有超過20萬人的數目。相反，在1790年代的最頂峰期時，法國軍隊人數是多達150萬人。總計280萬法國人在陸上作戰，15萬人在海上作戰，當時出現了300萬法國戰士。
在1792至1815年間，英國有747,670的人武裝起來，而且皇家海軍亦有達25萬人員。在1812年9月，俄羅斯帝國擁有90萬4千人的陸軍，而在1792至1815年間有達210萬於俄軍服役，在1792至1799年間已有40萬人服役。1792至1815年間約有20萬俄國人在海軍中作戰。奧地利軍隊則最高峰時有達57萬6千人，但只有很少量的海軍人員。除了英國外，奧地利亦是法國的恆常敵人，可以合理估計它曾有超過100萬奧地利人作戰。普魯士則在任何時期都從未有超過32萬人作戰。西班牙軍隊最高峰時亦有30萬人，這個數字不包括日後半島戰爭中的西班牙游擊人員。另外美國亦有28萬人左右的軍隊，馬拉地帝國、意大利王國、那不勒斯王國和華沙公國均有超過10萬人武裝起來。即使歐洲小國也組建起以往戰爭中歐洲強國軍隊的規模。但是，要注意上述的士兵數目是來自軍事紀錄，實際上可能沒有如此多的人數，原因是逃兵、政府人員詐騙以取得根本不存在的士兵的薪俸、戰死，甚至在一些國家中出現了虛報數字，以達到募兵人數目標。儘管如此，當時歐洲的軍隊始終都有擴張了。

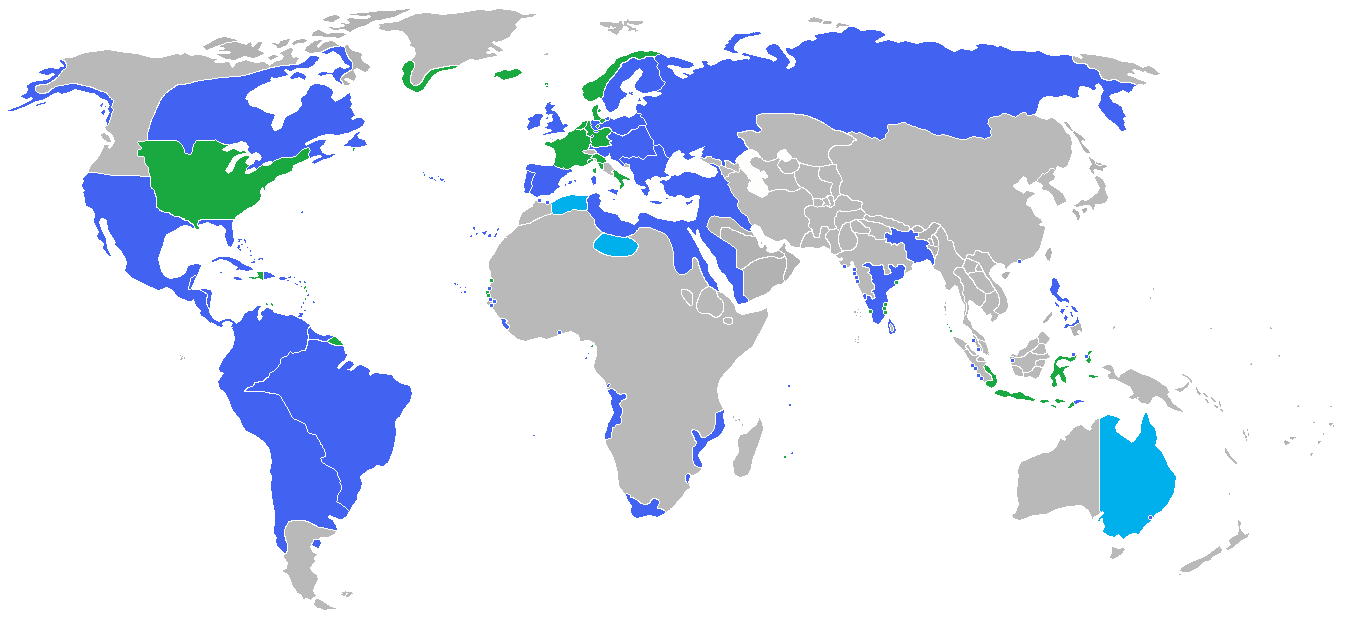
拿破崙戰爭中的所有參與者。
藍色：反法同盟及其同盟和殖民地。
綠色：法蘭西第一帝國及其保護國與殖民地。
（實際上，法國及美國都未有正式聯盟，但是美國在1812年戰爭與英國交戰，並從法國手中購得路易斯安那）

工業革命的首階段亦需要感謝於大規模的軍事力量，使它變得更容易大規模生產武器，並隨之能夠武裝起大型軍隊。英國成為當時單一最大的軍備生產國，向反法同盟諸國提供大部份的武器。法國則生產了第二最多的軍備，用以武裝起它自己的龐大軍隊，以及萊茵邦聯和其他盟國。
拿破崙自己亦顯示出創新的傾向，利用行軍速度來抵消數量上的劣勢，尤其在奧斯特里茨戰役大敗奧俄聯軍中漂亮地展現。法軍亦使炮兵角色得到改變，變成獨立、流動的單位，一改以往傳統將炮兵分散支援步兵的方式。為了一改過往大軍團行動遲緩、協調能力不佳的劣勢，拿破崙將步兵、騎兵、炮兵、工兵、偵查兵等不同兵種組建成可獨立執行作戰的單位，成為近代戰爭中師的原型。使得大軍團可以兵分多路快速推進，一旦偵獲敵軍主力，便可迅速集結，趁敵人立足未穩便發起攻勢，在拿破崙戰爭期間，歐陸各國群起仿效建立。
拿破崙戰爭亦催生了總參謀部的建立。十八世紀晚期以前，軍隊中並未有專責人事行政、情報、訓練、後勤補給、政戰與作戰計劃的幕僚部門，上述幾乎全由軍隊統帥負責管理，但法國大革命後出現徵兵制，大量軍隊的管理使統帥的負擔十分沉重。在1795年，由路易-亞歷山大·貝爾蒂埃將軍率先創立了參謀系統，從此以後，總參謀部成為法軍的正式組織，拿破崙戰爭期間，普魯士名將奧古斯特·馮·格奈森瑙等人發現其優點後加以推廣，也建立總參謀部組織，日後成為普魯士最高陸軍指揮部的前身。
另一創新是旗語。旗語使得法國的戰爭部長，拉扎爾·卡諾能夠與前線法軍溝通。法國人在整個拿破崙戰爭中都繼續保持這種系統。除此之外，空中偵察亦首次獲得使用，當時法國人利用熱氣球來監視聯軍陣地，就在1794年6月26日的福魯爾斯戰役發生之前。武器和火箭的進步亦出現在拿破崙戰爭之中。

## 注腳
1. ↑  1808-1813年反對法國
2. ↑  1807年由拿破崙建立
3. ↑  1807年被法國吞併
4. ↑  1810年被法國吞併
5. 1 2 3  Leggiere 2014.
6. ↑  1809-1812年支持法國
7. ↑  1807-1814年支持法國
8. ↑  1807-1812年支持法國
9. ↑  1807-1810年支持法國
10. ↑  1803-1808年支持法國
11. ↑  Riehn 1991，第50頁.
12. ↑  Chandler & Beckett, p. 132
13. ↑  John France. . Yale UP. 2011: 351. ISBN 978-0300177442.
14. ↑  White 2014Clodfelter
15. 1 2  White 2014Danzer
16. 1 2  White 2014，Napoleonic WarsUrlanis 1971
17. ↑  Canales 2004.
18. ↑  White 2014Payne
19. ↑  White 2014 cites Payne
20. ↑  Clodfelter
21. ↑  White 2014 cites Bodart 1916
22. ↑  White 2014.
23. 1 2 3  Philo 2010.
24. ↑  Zamoyski, Adam. . London: Basic Books. 16 October 2018: 480  [7 November 2018]. ISBN 9780465055937. （原始内容存档于6 August 2020）.
25. ↑  Riehn, pp. 253–254.
26. ↑  With Napoleon in Russia, The Memoirs of General Coulaincourt, Chapter VI 'The Fire' pp. 109–107 Pub. William Morrow and Co 1945
27. ↑  The Wordsworth Pocket Encyclopedia, page 17, Hertfordshire 1993
28. ↑  Hofschroer, pp. 171-191
29. ↑  Hofschroer, pp. 255-257
30. ↑  Hofschroer, pp 325-330
31. ↑  . HistoryNet.com.   [18 November 2008]. （原始内容存档于2008年4月1日）.

1. ↑  1808-1810年為法國盟友
2. ↑  1812年為法國盟友
3. ↑  1812年為法國盟友
4. ↑  1803-1808年為法國盟友